# Glossaire archéologique des lieux de culte
- Haut – A
- B
- C
- D
- E
- F
- G
- H
- I
- J
- K
- L
- M
- N
- O
- P
- Q
- R
- S
- T
- U
- V
- W
- X
- Y
- Z

## A
- Abbatiale (bâtiment religieux)
- Abside
- Autel

## B
- Banc
- Basilique chrétienne
- Baptistère
- Bas-côté

## C
- Campanile
- Cathédrale
- Cathèdre
- Cella
- Chaire
- Chapelle
- Chapelle absidiale
- Chevet
- Chœur
- Clocher
- Cloître
- Collégiale
- Croisée du transept
- Crypte

## D
- Déambulatoire

## E
- Église
  - Église abbatiale voir Abbatiale
  - Église paroissiale
  - Église pricurale
  - Église cathédrale voir Cathédrale
- Enclos paroissial

## F
- Fanum
- Flèche
- Fonts baptismaux

## G
- Gargouille

## J
- Jubé

## L
- Lanterne des morts

## M
- Mosquée
- Minaret

## N
- Narthex
- Nef

## O
- Oratoire
- Ossuaire

## P
- Porche

## S
- Synagogue

## T
- Temple (bâtiment)
- Tour (édifice)
- Transept
- Triforium
- Tympan

## V
- Vitrail

## Z
- Ziggourat